# ジョージ・ワルド
ジョージ・ワルド（George Wald、英語発音: [dʒɔːrdʒ wɔːld]（ジョージ・ウォールド）1906年11月18日 - 1997年4月12日）は、アメリカ合衆国の科学者で、網膜の色素の研究で知られる。彼はラグナー・グラニト、ハルダン・ケファー・ハートラインとともに1967年度のノーベル生理学・医学賞を受賞した。

## 研究
ポスドク時代、ワルドはビタミンAが網膜の構成成分になっていることを発見した。さらに研究を進め、ロドプシンという色素が光の刺激を受けると、オプシンというタンパク質とビタミンAを含んだ補因子を生成することが分かり、ビタミンAはレチナールの機能に必須であると推定された。
1950年代、ワルドらは化学的な手法で網膜から色素を抽出し、分光光度計を用いて色素の吸収波長を求めた。網膜色素の光の吸収波長は、視細胞の最も活性化する波長と一致するため、この実験により目が最も捉えやすい波長を知ることができる。しかし網膜の大部分を桿体細胞が占めているため、ワルドらが測定した値はロドプシンの吸収波長であるに過ぎなかった。後に顕微分光測光法という技術によって、彼は抽出した色素の、ではなく細胞そのものの吸収波長を直接測定できるようになった。この実験によって、錐体細胞に含まれる色素の吸収波長が明らかとなった。

## 伝記
ワルドはニューヨークで、ユダヤ人の移民であるアイザック・ワルドとアーネスティン・ローゼンマンの間の子として生まれた。1922年にニューヨークにあるブルックリン技術高校の第一期卒業生となり、1927年にニューヨーク大学から学士号を、1932年にコロンビア大学から動物学の博士号を取得した。卒業後、ワルドは奨学金を得て、ドイツのオットー・ワールブルクの元へ留学し、網膜中のビタミンAを同定した。ワルドは次にチューリッヒの、ビタミンAの発見者であるパウル・カラーの元に留学した。その後、ハイデルベルクのオットー・マイヤーホフの元に短期間滞在した後、アドルフ・ヒトラーの台頭を嫌って1933年にシカゴ大学に戻った。1934年にはハーバード大学へ移り、講師、後に教授となった。その後1950年に全米科学アカデミーの会員に選ばれた。
ワルドは政治や社会情勢についても積極的にコメントを発し、ノーベル賞受賞者という知名度から、国内的、国際的な関心を集めた。特にベトナム戦争や核兵器に関して反対論者だった。1980年のイラン人質危機の際には代表団の一員としてラムゼイ・クラークらとともにイランを訪れた。
数人の他のノーベル賞受賞者とともに、彼は1986年にモスクワを訪れ、ミハイル・ゴルバチョフに環境問題に関する説明を行った。そこで彼は、ノーベル平和賞受賞者であるアンドレイ・サハロフの妻、エレーナ・ボンネルの逮捕、ニジニ・ノヴゴロドへの拘禁と亡命について質した。ワルドは、ゴルバチョフはその件について一切知らなかったと述べている。ボンネルとサハロフはその後すぐ1986年12月に解放された。
ワルドはマサチューセッツ州ケンブリッジで1997年に逝去。

## 受賞歴
- 1939年 イーライリリー生物化学賞
- 1953年 アルバート・ラスカー基礎医学研究賞
- 1967年 パウル・カラー・ゴールドメダル
- 1967年 ノーベル生理学・医学賞